# 도스정
도스정(鳥栖町)은 일본 사가현 미야키군에 설치되었던 정이다. 현재의 도스시의 일부에 해당한다.